# Pieuvre arboricole du Nord-Ouest Pacifique
La pieuvre arboricole du Nord-Ouest Pacifique est un canular mettant en scène une pieuvre imaginaire vivant dans les arbres.

## Description
Le céphalopode imaginaire, en danger d'extinction, possède le nom latin Octopus paxarbolis (c'est-à-dire grossièrement « pieuvre arboricole » en latin de cuisine). Il est supposé vivre à la fois sur terre et dans l'eau, dans la forêt nationale Olympique et les rivières proches, dans l'État de Washington aux États-Unis et le Nord-Ouest Pacifique.
Il se reproduirait dans l'eau. Son prédateur principal serait le Sasquatch, lui-même une créature légendaire.

## Historique
Lyle Zapato a créé ce canular en 1998.
La pieuvre arboricole du Nord-Ouest Pacifique est présentée par plusieurs sites internet utilisés pour apprendre aux écoliers à critiquer les informations auxquelles ils ont accès, bien qu'elle n'ait pas été créée dans ce but. Lors d'une expérience, malgré les mensonges mis en avant sur le site, comme l'inclusion d'autres espèces et organisations imaginaires (au milieu de liens vers des espèces ou des organisations bien réelles), 24 des 25 collégiens impliqués ont cru à son contenu,. Ce résultat a reçu une forte publicité,,,,.
Le céphalopode est mentionné dans le roman Nation de Terry Pratchett.
D'autres personnes ont réalisé des fausses photos de la pieuvre arboricole par photoédition, ou en photographiant des jouets ou des peluches dans un « habitat » similaire.